# Garry’s Mod
Garry’s Mod (auch bekannt und in der Regel abgekürzt als GMod) ist ein Sandbox-Physik-Computerspiel und wurde nach Garry Newman, dem Programmierer des Spiels, benannt.
Innerhalb dieses Spiels kann der Spieler alleine oder zusammen mit anderen Spielern abstrakte „Versuche“ mit der in der Source-Engine implementierten Physik-Engine (Havok) anstellen. Die Spieler treffen sich im Internet oder im LAN auf Servern und bauen mit Hilfe von speziellen Werkzeugen und Menüs ganze Apparaturen und Vehikel zusammen. Es entstehen oft kleine Wettbewerbe, wobei Innovation und Funktionstüchtigkeit die Hauptkriterien bilden. Die Zahl der im Spiel verfügbaren Gegenstände steigt mit der Anzahl von auf der Source-Engine basierenden Spielen, welche der Benutzer besitzt.

## Entwicklung
Ursprünglich wurde das Spiel als kostenlose Mod für Spiele auf der Source-Engine entwickelt und veröffentlicht. Garry’s Mod (damals noch unter der verlängerten und mittlerweile obsoleten Bezeichnung Garry Newman’s Mod) wurde erstmals am 24. Dezember 2004 unter der noch zum Namen zugehörigen Versionsnummer „1“ veröffentlicht. Zu jener Zeit war das Spiel frei erhältlich und wurde zwischen 2004 und 2006 grundlegend entwickelt. Am 27. November 2006 wurde mit der Version 9.0.4 die letzte kostenfreie Aktualisierung des Spiels herausgebracht.
Als kostenpflichtiges Standalone-Spiel kam Garry’s Mod als Version 10 am 29. November 2006 auf der Plattform Steam heraus.
Garry Newman’s Mod wurde nach Version 9 umbenannt in Garry’s Mod, ohne Versionsnummer im Namen. Seither ist die Mod als eigenständiges, kostenpflichtiges Spiel über Steam verfügbar und wird laufend aktualisiert.

## Spielablauf
Mit Hilfe eines jederzeit aufrufbaren Menüs kann der Spieler verschiedenste Objekte wie Holzleisten oder Metallplatten herbeiholen (spawnen) und durch das Zusammenfügen und Verbinden dieser Teile eine Apparatur bauen. Dazu kann er viele Werkzeuge verwenden, um die Bauteile etwa zu verschweißen oder durch Seile zu verbinden. Die Spielzeit ist in der Regel unlimitiert. Der Hauptschauplatz ist ein großes, anschauliches Areal mit viel Platz zum Bauen und Testen.
Die Palette an Tools ist groß und die Möglichkeiten sehr weitläufig. Häufig gebaute Objekte sind unter anderem ferngesteuerte Autos mit Düsenantrieb, Personenschleudern und riesige Rube-Goldberg-Maschinen. Es gibt prinzipiell keine Vorschriften und jeder Spieler kann nach eigenem Ermessen vorgehen. Im Mehrspielermodus kann der Administrator jedoch bestimmen, wie viele verschiedene Objekte ein Spieler spawnen darf, ob die Spieler durch Waffen- oder Maschinengewalt Lebenspunkte abgezogen bekommen oder, ob ein Spieler am Bauwerk eines Mitspielers mitbauen darf.

## Spielmodi
Die Anwendung bietet eine prinzipiell unbegrenzte Anzahl an Spielmodi, da diese selbst programmierbar und als Add-ons auf den Servern nachrüstbar sind, deshalb folgen hier nur die verbreitetsten Modi des Spiels. Anzumerken ist, dass sich die einzelnen Spielmodi von Server zu Server trotz demselben Grundmodus erheblich in ihrem inneren Aufbau unterscheiden können.

### Sandbox
Der Sandbox-Modus (deutsch: Sandkastenmodus) ist der grundlegendste Spielmodus in Garry’s Mod und auch der Standardmodus noch unkonfigurierter Spielserver. Grundsätzlich wird im Sandboxmodus dem Spieler freie Hand über das Einsetzen von Gegenständen, computergesteuerten NPCs oder Ragdolls (vergleichbar mit einer verstellbaren Wachsfigur) und dem Austesten der Spielphysik der Source Engine gelassen. Garry’s Mod unterstützt auch Objekte aus anderen installierten Spielen, die auf Source basieren, sodass mit diesen außerhalb des eigentlichen Spiels frei experimentiert werden kann.
Mehrspielerserver setzen in den allermeisten Fällen Restriktionen bezüglich der Anzahl, Art und gegebenenfalls Auswirkungen der gesetzten Objekte im Spiel. Dem zugrunde liegt besonders auf öffentlichen Servern das Prinzip der Vandalismusvermeidung, da der Missbrauch dieser Funktionen sowohl den Spielspaß als auch die Kapazitäten des Servers erheblich strapazieren kann. Unter den häufigsten Vandalismusarten zählen unter anderem das sinnlose Überspannen von Seilen über die gesamte Spielkarte, übermäßiges oder gezielt blockierendes Setzen von Gegenständen insbesondere am Spawnpoint. Deshalb hat sich auf gut gewarteten Servern eine Rangordnung eingebürgert, welches zwischen weniger vertrauenswürdigen Nutzern, wie erstmaligen Neuankömmlingen und länger verweilenden Spielern unterscheidet, die dementsprechend ausgedehntere Rechte genießen.

### Prop Hunt
Prop Hunt ist ein von Garry’s Mod bereitgestellter Spielmodus. Es gibt dort zwei Teams, die Hunters und die Props. Die Spieler, die in dem Team Props sind, müssen sich in einen kleinen Gegenstand auf der Karte verwandeln und sich verstecken. Die Hunters müssen die Props suchen und töten. Ein getöteter Spieler respawnt als Hunter oder ist bis zum Ende der Runde Zuschauer. Die Hunter haben gewonnen, wenn alle Props ausgeschaltet sind. Die Props haben gewonnen, wenn sie nach Ablauf der Zeit noch leben.

### DarkRP
In dem Spielmodus DarkRP schlüpft der Spieler in die Rolle eines „Jobs“. Die Bandbreite an Berufen von Server zu Server variiert je nach Server, wobei ein Basissatz an Berufsfeldern geläufig ist. Grundlegende Berufe sind beispielsweise Polizist, SEK-Einheit, Gangster, Rebell oder Dieb.
Es existieren Server- und Jobregeln, die das Zusammenleben und die realistische Ausübung der einzelnen Berufe ermöglichen sollten, diese schwanken ebenfalls von Server zu Server. Das „Aus der Rolle fallen“ – im Jargon auch Out of Character (OOC) bezeichnet – wird in aller Regel geahndet und kann bei wiederholten Verstößen zum Ausschluss („Ban“) vom Server für den verhaltenswidrigen Spieler führen.

### Trouble in Terrorist Town
In diesem Spielmodus (kurz auch TTT genannt) geht es darum, dass eine Gruppe von Unschuldigen (Innocents) gegen die Verräter (Traitors) antritt. Am Anfang der Runde wissen die Spieler nur ihre eigene Gesinnung mit Ausnahme der Traitors, die die Identität der anderen Traitors erkennen können. Das Ziel des rundenbasierten Spiels ist es, als Traitor alle Innocents zu töten und als Innocent die Rundenzeit zu überleben oder davor alle Traitors auszuschalten. Dabei gibt es weniger Traitors als Innocent. Die Traitors haben dafür über ein Kaufmenü verschiedene „Traitorwaffen“ zur Auswahl, um die Innocents zu eliminieren. Wenn ein Innocent einen anderen Innocent oder ein Traitor einen anderen Traitor ausschaltet, bekommt er Minuspunkte und Karma-Abzug, was den Schaden durch Waffen etc. reduziert. Außerdem kann es einen Detective geben, dessen Identität auch den Innocents bekannt ist. Er ist ein Innocent, der wie die Traitor, über ein Kaufmenü über verschiedene Waffen verfügen kann. Er ist deshalb ein wichtiges Ziel für die Traitor.
Seit Anfang 2018 ist außerdem eine überarbeitete Version unter dem Namen Trouble in Terrorist Town 2 (kurz: TTT2) im Steam Workshop erhältlich. TTT2 enthält gegenüber dem klassischen TTT einige Verbesserungen: Dinge wie der Shop sind nun für Serveradmins deutlich besser anpassbar, das Userinterface hat ein modernes Redesign bekommen und eigene Rollen können in das Spiel eingefügt werden.

### StarwarsRP
Dieser Spielmodus StarwarsRP ist unter den drei Spitzenreitern der aktuellen Serverstatistik (2019). Der Spielmodus basiert auf einer meist stark modifizierte Version von DarkRP, in der es darum geht, sich in die Rolle verschiedenster Star-Wars-Charaktere zu versetzen. Eine der gängigsten Arten von StarwarsRP-Servern, sind sogenannte „Phase-Server“, in denen es um das Nachspielen von militärischen Abläufen und Aktionen innerhalb der Klonkriege-Phase von Star Wars geht. Aufgrund des meist gleichen Basis-Spielmodus DarkRP unterscheiden sich die meisten Server nicht stark und zeichnen sich hauptsächlich durch kleinere technische oder visuelle Verbesserungen aus. International allerdings entwickelt sich innerhalb dieses Spielmodus derzeit eine Art „Eigenentwicklungs-Boom“, der immer mehr darauf abzielt vom Vorbild DarkRP wegzukommen.

### MilitaryRP
Dieser Spielmodus befindet sich auf der Garry's Mod Serverstatistik auf Platz 5 (2019). Wie der StarWarsRP-Spielmodus ist auch MilitaryRP ein auf DarkRP modifizierter Modus. Der Spieler befindet sich in einer Rollenspiel-Situation, in der das Militär im Vordergrund steht.
Meist sind in dem virtuellen Konflikt zwei Hauptfraktionen vorhanden, denen der Spieler beitreten kann.
In dieser muss der Spieler eine militärische Grundausbildung absolvieren und wird nach Abschluss dieser Infanterist.
Danach hat er die Möglichkeit durch Weiterbildungen in ein anderes Regiment beizutreten.
Besonders auf MilitaryRP ist die Einhaltung von SeriosRP ein wichtiges Ziel.
Das heißt, dass versucht wird, das Roleplay (RP) im Bereich Realität zu steigern.
Dazu gibt es auf MilitaryRP-Servern auch eine Ranghierarchie. Soldaten können durch höherrangige Soldaten (meist Offiziere) befördert werden.
Durch Spielgeld, das der Spieler durch Sold erhält, kann er bei diversen Fahrzeughändlern militärische Fahrzeuge kaufen.
Bei diesen Fahrzeughändlern sind für manche Berufe, wie z. B. die Piloten außerdem Flugzeuge und Helikopter erhältlich.

### SCP-RP
SCP-RP ist einer über die Zeit groß gewordener Spielmodus. Er basiert auf der Lore von der SCP Foundation. In diesem Spielmodus simuliert man den Alltag in einer SCP Site, dem User steht dabei frei, was er spielt; ob Testsubjekt oder Wissenschaftler, ob Sicherheitsdienst oder Mediziner.

## Modding
Seit der Einbindung der Skriptsprache Lua hat man nun auch die Möglichkeit, kleine Programme zur Erstellung eigener Waffen und Spielmodi zu verwenden. Eine ausführliche Dokumentation der spielinternen Befehle unter Lua mitsamt einer Reihe an Tutorials ist öffentlich verfügbar.

### Wiremod
Wiremod ist eine Modifikation für Garry’s Mod, die es erlaubt komplexe automatisierte Konstruktionen herzustellen. Wiremod bietet eine Vielzahl von mathematischen Funktionen sowie normale Tools wie „Hydraulics“ oder „Wheels“. Mit Wiremod lassen sich verschiedene Objekte durch Drähte (englisch Wire) verbinden, wobei ein Input mit einem Output verbunden wird. Dafür nutzt man das sogenannte „Wire-Tool“. Durch Wiremod können automatische Geschütze, folgende Roboter und andere komplexe Konstruktionen wie etwa 3D-Scanner oder komplexe Fallen gebaut werden.

## Weiterführende Spielweisen
Das Spiel gibt dem Spieler sehr viele Freiheiten und mit etwas Einfallsreichtum kann man ganz neue Spielkonzepte umsetzen. Durch das Spawnen von Nicht-Spieler-Charakteren (NPC, Computergegner) und dem Herrichten des Schauplatzes durch Gemäuer und Hindernisse kann man z. B. Kooperativ-Kämpfe mit den Mitspielern kreieren. Andere Spieler bestücken ihre Fahrzeuge mit Schienenräumern, Bullenfängern und den aus Half-Life 2 bekannten Selbstschussanlagen, um sich anschließend in einem Wettstreit mit den panzerähnlichen Gefährten zu bekämpfen. Man hat außerdem die Möglichkeit, neben dem Standardschauplatz die bekannten Schauplätze aus Half-Life 2 (Maps genannt) zu besuchen, um dort etwa Sketche mit Ragdolls zu kreieren um beispielsweise die Handlung des Spiels aufs Korn zu nehmen. Auch Maps aus Counter-Strike sind ein beliebtes Ausflugsziel.
Ab Version 9 sind weitere Maps der Entwickler hinzugekommen, die neue Spielideen umsetzen oder alte verbessern. So kann man nun ein Melonenfrucht-Rennen in einem Wettlauf gegen die Zeit und Kontrahenten absolvieren. Eine andere Map ermutigt zum teamorientierten Bauen eines Flugapparats unter Zeitdruck mit anschließendem Testlauf. Stilecht wird das Gerät wie beim Red Bull Flugtag von einer Rampe gestürzt und Flugweite sowie Flugdauer gemessen. Bis zu vier Teams können gleichzeitig teilnehmen.

### Ragdoll Posing
Erfahrene Spieler versuchen sich gerne am Ragdoll Posing, wobei eine oder mehrere Figuren, meist aus dem Hauptprogramm, als Ragdoll gespawnt werden. Man kann diese Figuren ähnlich wie Schaufensterpuppen in eine bestimmte Pose bringen und diese dann „einfrieren“. Zusätzlich lässt sich Mimik und Blickrichtung einstellen. In Kombination mit Möbeln und anderen Objekten entstehen daraus ganze Sets und oft sehr lustige Szenen. Eifrige Künstler erstellen auf diese Weise sogar eigene Web-Comics und es finden zahlreiche Wettbewerbe statt.

## War of the Servers
„War of the Servers“ ist ein Film über Garry’s Mod. Er behandelt eine Parodie auf Krieg der Welten (Originaltitel: War of the Worlds). Er wurde am 24. Juni 2007 zum Download freigegeben. Der Film enthält ebenfalls eine kleine Auswahl an Musikstücken aus dem Musical Jeff Wayne’s Musical Version of the War of the Worlds und bekannte Zitate aus dem Musical die bis auf einige Wörter fast identisch sind, die durch Wörter aus dem Garrys-Mod-Universum ausgetauscht wurden.
Bei War of the Servers werden alle GMod-9-Server von „Mingebags“ (der standardmäßig eingestellte Name) erobert (alle Mingebags haben Professor Isaac Kleiner aus Half-Life 2 als Spielmodel, außerdem haben sie eine „Gravity Gun“ im Schritt).
In dem Film spielt ein normaler Spieler die Hauptrolle. Er wandert von Server zu Server und versucht sich in Sicherheit zu bringen. Aber das Bild der Zerstörung verfolgt ihn und die Mingebags löschen Server nach Server aus und selbst die Administratoren können nichts dagegen unternehmen.

## Rezeption
Bis September 2021 wurden über 20 Millionen Exemplare des Spiels verkauft.